# Rad Racer
Rad Racer (jap.: ハイウェイスター, Hepburn: Haiwei Sutā, „Highway Star“) ist ein Rennspiel, das von dem japanischen Entwicklerstudio Square entwickelt und für den Nintendo Family Computer (Famicom) in Japan bzw. das Nintendo Entertainment System (NES) in Nordamerika und Europa veröffentlicht wurde. Das Spiel konnte sich weltweit fast zwei Millionen Mal verkaufen und wird von vielen Kritikern als eines der besten Rennspiele für den Famicom bzw. das NES angesehen.
Das Spiel war Teil eines Versuchs von Square, Spiele mit einer Funktion für Anaglyph 3D durch eine sich im Lieferumfang befindliche dafür angepasste Brille auszustatten. Diese Funktion konnte durch Drücken der Select-Taste des NES-Controllers aktiviert werden und wurde später für weitere Spiele genutzt.
Das Spiel war außerdem im Arcade-Automaten PlayChoice-10 eingebaut und eines von drei Spielen bei den Nintendo World Championships 1990.

## Spielprinzip
In Rad Racer kann der Spieler zwischen einem Ferrari 328 und einem Formel-1-Wagen wählen. Ziel des Spiels ist es, möglichst viele Rennen in einer vorgegebenen Zeit abzuschließen. Gelingt dies nicht, fängt das Spiel von vorne an („Game over“). Es gibt acht Level.